# Ted Bachman
Theodore Lewis Bachman Jr. (Pensacola, 19 gennaio 1952 – Los Angeles, 28 settembre 2023) è stato un giocatore di football americano statunitense che ha militato nel ruolo di defensive back nella National Football League (NFL) e nella Canadian Football League (CFL).

## Carriera
Al college Bachman giocò a football New Mexico State University. Iniziò la carriera nel football professionistico con i Calgary Stampeders della CFL con cui giocò nel 1973 e 1974, facendo registrare 5 intercetti in 17 gare. Nel 1976 firmò con la neonata franchigia dei Seattle Seahawks dove rimase per breve tempo prima di passare ai Miami Dolphins dove concluse la stagione e la carriera. Complessivamente disputò 13 gare nella NFL, nessuna delle quali come titolare.